# Blue Star Patmos
Le Blue Star Patmos est un ferry rapide de la compagnie grecque Blue Star Ferries. Construit de 2010 à 2012 par les chantiers Daewoo Shipbuilding en Corée du Sud, il navigue depuis juillet 2012 sur les lignes de Blue Star Ferries en mer Égée.

## Histoire

### Origines et construction
À l'aube des années 2010, la compagnie Blue Star Ferries envisage le renforcement de sa flotte dédiée à la desserte des archipels de la mer Égée. Tout au long de la décennie précédente, la compagnie avait étoffé son réseau avec l'ouverture de nouveaux itinéraires vers le Dodécanèse et l'Égée-Septentrionale en plus de ses liaisons historiques avec les Cyclades. Fort de cette perspective prometteuse, l'armateur passe commande de deux nouvelles navettes aux chantiers sud-coréen Daewoo Shipbuilding & Marine Engineering (DSME).
Conçus sur la base des trois précédentes navettes Blue Star Ithaki, Blue Star Paros et Blue Star Naxos, également construites par ces mêmes chantiers, les futurs navires représentent cependant une évolution considérables par rapport à leurs aînés. En plus d'être plus grands et plus rapides, ils sont également bien plus confortables, malgré une taille volontairement restreinte pour pouvoir entrer dans tous les ports sans difficulté. 
Le second d'entre eux, baptisé Blue Star Patmos, est mis sur cale à Okpo le 23 juin 2010 et lancé le 27 juin 2011. Après les travaux de finition, il est livré à Blue Star Ferries le 12 juin 2012.

### Service
Après avoir quitté la Corée du Sud pour rejoindre la Grèce, le Blue Star Patmos arrive pour la première fois au Pirée le 9 juillet 2012. Le navire est ensuite mis en service le 10 juillet, dans un premier temps entre Le Pirée et l'Égée-Septentrionale.
Le 30 août 2017, alors qu'il entre dans le port d'Ios, le Blue Star Patmos s'échoue en eaux peu profondes aux alentours de 1h30 du matin. Les 205 passagers et les 87 membres de l'équipage sont alors évacués en sécurité et amenés à terre par d'autres navires ainsi que des bateaux de pêche ayant répondu à l'appel de détresse. Le Blue Star Patmos est quant à lui dégagé le 8 septembre et conduit au Pirée. Il est ensuite réparé au chantier de Perama.
Au cours d'un arrêt technique effectué au printemps 2020, le navire est équipé de scrubbers, dispositif d'épurateurs de fumées destinés à réduire ses émissions de soufre. Leur installation a nécessité l'agrandissement de la cheminée qui apparaît désormais plus massive, tout en conservant sa forme d'origine.

## Aménagements
Le Blue Star Patmos possède 10 ponts. Les locaux des passagers couvrent la totalité des ponts 6, 7 et 8. L'équipage loge pour sa part sur la partie avant du pont 5. Les ponts 3 et 4 sont entièrement consacrés au garage ainsi que la partie arrière du pont 5 et la partie avant des ponts 1 et 2.

### Locaux communs
Les installations du Blue Star Patmos sont situées sur les ponts 6, 7 et 8. Le navire est équipé d'un snack-bar à l'arrière, d'un restaurant self-service et d'un salon réservé à la classe économique sur le pont 6, d'un salon et d'un bar réservé à la classe Business ainsi que d'un bar extérieur sur le pont 7 et enfin, de plusieurs espaces extérieurs sur le pont 8. Le navire possède également une boutique. 

### Cabines
Le Blue Star Patmos possède 90 cabines situées sur majoritairement sur le pont 7 mais également sur le pont 8, vers l'avant du navire. D'une capacité de deux à quatre personnes, toutes sont pourvues de sanitaires privatifs comprenant douche, WC et lavabo.

## Caractéristiques
Le Blue Star Patmos mesure 145,90 mètres de long pour 23,20 mètres de large et son tonnage est de 18 664 UMS. Le navire a une capacité de 2 000 passagers et possède un garage pouvant contenir 600 véhicules répartis sur trois niveaux et demi. Le garage est accessible par deux portes rampes situées à la poupe. La propulsion du Blue Star Patmos est assurée par quatre moteurs diesels MAN-B&W 16V32/40 développant une puissance de 32 000 kW entrainant deux hélices faisant filer le bâtiment à une vitesse de 26 nœuds. Le navire possède quatre embarcations de sauvetage de grande taille, une embarcation semi-rigide de secours et plusieurs radeaux de sauvetage. Depuis 2020, le Blue Star Patmos est équipé de scrubbers, dispositif d'épurateur de fumée visant à réduire ses émissions de soufre.

## Lignes desservies
Depuis sa mise en service, le Blue Star Patmos est affecté aux lignes de Blue Star Ferries en mer Égée et dessert depuis Le Pirée les archipels des Cyclades, du Dodécanèse ou d'Égée-Septentrionale selon période.